# کثرت‌گرایی فرهنگی
کثرت‌گرایی فرهنگی یا پلورالیسم فرهنگی (به انگلیسی:Cultural pluralism) اصطلاحی است که زمانی استفاده می‌شود که گروه‌های کوچکتر در یک جامعه بزرگتر هویت فرهنگی منحصر به فرد خود را حفظ کنند و، به موجب آن ارزش‌ها و عملکردهای آنها توسط فرهنگ غالب پذیرفته شود. این پذیرش مشروط بر اینکه فرهنگ و باور گروه‌های کوچکتر قوانین و ارزش‌های جامعه گسترده‌تر سازگار باشد می‌باشد. به عنوان یک اصطلاح جامعه‌شناسی، تعریف و توصیف کثرت‌گرایی فرهنگی تکامل یافته‌است. این اصطلاح نه تنها یک واقعیت بلکه یک هدف اجتماعی توصیف شده‌است.

## فرهنگ کثرت‌گرا
در فرهنگ کثرت‌گرا، گروه‌ها نه تنها در کنار هم وجود دارند، بلکه ویژگی‌های گروه‌های دیگر را نیز به‌عنوان ویژگی‌هایی در نظر می‌گیرند که ارزش داشتن در فرهنگ غالب را دارند. جوامع کثرت‌گرا به جای ایجاد انتظار برای همگون‌سازی فرهنگی ، انتظارات قوی را برای یکپارچه‌سازی اجتماعی از اعضا دارند. وجود چنین نهادها و اقداماتی در صورتی امکان‌پذیر است که جوامع فرهنگی از سوی جامعه بزرگتر در یک فرهنگ کثرت‌گرا پذیرفته شوند. گاه مستلزم حمایت قانون نیز می‌باشد. اغلب، پذیرش یک فرهنگ ممکن است مستلزم آن باشد که فرهنگ جدید یا اقلیت برخی از جنبه‌های فرهنگ خود را که با قوانین یا ارزش‌های فرهنگ غالب ناسازگار است را حذف کند. حامد کاظم‌زاده کثرت‌گرا معتقد است که مفهوم فرهنگ کثرت گرا از دوران باستان رایج بوده‌است. به عنوان مثال، شاهنشاهی هخامنشی که توسط کوروش بزرگ پایه‌گذاری شد، با موفقیت سیاستی را دنبال کرد که فرهنگ‌های مختلف را در خود گنجانده و تحمل می‌کرد.

## تمایز از چندگانگی‌فرهنگی
کثرت‌گرایی فرهنگی از چندگانگی فرهنگی متمایز است. چندگانگی فرهنگی فاقد الزام وجود فرهنگ غالب است. اگر فرهنگ غالب تضعیف شود، جوامع به راحتی می‌توانند از کثرت‌گرایی فرهنگی به چندگانگی فرهنگی گذر کنند، بدون اینکه هیچ گامی عمدی از سوی آن جامعه برداشته شود. اگر جوامع به‌طور مجزا از یکدیگر عمل کنند یا با یکدیگر رقابت کنند، از نظر فرهنگی کثرت‌گرا در نظر گرفته نمی‌شوند.
در سال ۱۹۷۱ میلادی، دولت کانادا از کثرت‌گرایی فرهنگی، در مقابل چندگانگی، به عنوان «ماهیت اصلی» هویت ملت خود یاد کرد. کثرت‌گرایی فرهنگی می‌تواند در درجات مختلف توسط یک گروه یا یک فرد اعمال شود. یک نمونه برجسته از کثرت‌گرایی فرهنگی ایالات متحده است که در آن یک فرهنگ مسلط با عناصر قوی ملی‌گرایی، یک فرهنگ ورزشی و یک فرهنگ هنری شامل گروه‌های کوچکتری با هنجارهای قومی، مذهبی و فرهنگی خاص خود است.